# Bernhard Butzke
Bernhard Johannes Karl Butzke (* 20. Mai 1876 in Berlin; † 22. Mai 1952 in Berlin-Zehlendorf) war ein Berliner Kunstschmied und Bildhauer.
Bernhard Butzke lernte bei der Königlichen Porzellan-Manufaktur in Berlin, war anschließend Schüler an der Unterrichtsanstalt des Kunstgewerbemuseums Berlin und von 1893 bis 1900 bei KPM  als Modelleur fest angestellt. Danach war er als freier Bildhauer in Berlin tätig.
Er schuf unter anderem eine dekorative Plastik an den Fassaden der Rathäuser in Charlottenburg und Friedenau und einen lebensgroßen weiblicher Akt aus Bronze (um 1910) für das Rathaus Zehlendorf. Butzke ist besonders für seine Darstellungen von Rehen und anderen Tierdarstellungen berühmt. In dieser Zeit war er auch bei den Schwarzburger Werkstätten als Modelleur tätig. Von 1939 bis 1944 war Butzke mit insgesamt sieben Arbeiten auf den Großen Deutschen Kunstausstellungen in München vertreten. Dabei erwarb 1939 Adolf Wagner die Bronzefigur Rehkitz.